# Distretti congressuali del Dakota del Nord

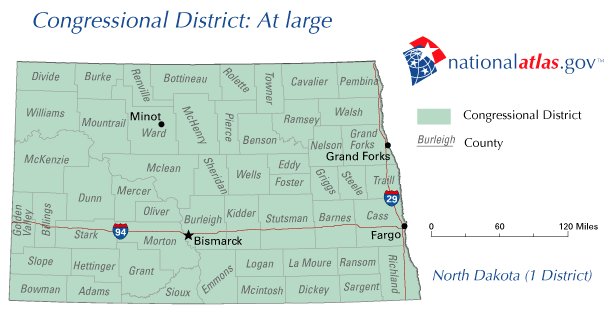
Distretto congressuale at-large del Dakota del Nord

Lo stato del Dakota del Nord è attualmente rappresentato alla Camera dei rappresentanti degli Stati Uniti da un unico distretto che copre l'intero stato; si tratta di un distretto at-large.
Il distretto è l'ottavo più ampio degli Stati Uniti, ed è attualmente rappresentato al 119º Congresso degli Stati Uniti d'America da Julie Fedorchak, del Partito Repubblicano.

## Storia
Il distretto fu creato per la prima volta quando il Dakota del Nord entrò nell'Unione, il 2 novembre 1889, eleggendo un singolo deputato. A seguito del censimento del 1900, allo stato vennero assegnati due seggi alla Camera, entrambi eletti con distretti corrispondenti all'intero stato, sempre at-large. Con il censimento del 1910 lo stato ottenne un terzo rappresentante, e il Parlamento dello stato definì tre distretti separati; il terzo distretto fu eliminato a seguito del censimento del 1930, e lo stato tornò ad eleggere due rappresentanti con distretti corrispondenti all'intero stato, at-large.
Dopo il censimento del 1960 vennero creati due distretti separati per l'elezione dei due rappresentanti, ma nel 1970 il secondo distretto venne eliminato per effetto del censimento del 1970, e lo stato tornò ad essere rappresentato da un unico deputato eletto con un collegio at-large. Sin dal 1972 il Dakota del Nord ha mantenuto un unico distretto congressuale.

## Distretti e rispettivi rappresentanti
| Distretto | Rappresentante  | Partito      | CPVI | In carica dal  | Mappa del distretto |
| --------- | --------------- | ------------ | ---- | -------------- | ------------------- |
| 1°        | Julie Fedorchak | Repubblicano | R+18 | 3 gennaio 2025 |                     |

## Cronologia delle configurazioni
La tabella riporta i distretti congressuali dello stato del Dakota del Nord, presentati in maniera cronologica.
| Anno      | Distretti | Note                                                                  |
| --------- | --------- | --------------------------------------------------------------------- |
| 1889-1902 | 1         | Corrispondente all'intero stato per eleggere un rappresentante        |
| 1903-1912 | 1         | Corrispondente all'intero stato, per eleggere due rappresentanti      |
| 1913-1932 | 3         | Corrispondenti a porzioni dello stato per eleggere tre rappresentanti |
| 1933-1962 | 1         | Corrispondente all'intero stato, per eleggere due rappresentanti      |
| 1963-1972 | 2         | Corrispondenti a porzioni dello stato per eleggere due rappresentanti |
| Dal 1973  | 1         | Corrispondente all'intero stato per eleggere un rappresentante        |

## Distretti obsoleti
- 1º Distretto congressuale del Dakota del Nord
- 2º Distretto congressuale del Dakota del Nord
- 3º Distretto congressuale del Dakota del Nord